# Cyathostemma acuminatum
Cyathostemma acuminatum är en kirimojaväxtart som beskrevs av George King. Cyathostemma acuminatum ingår i släktet Cyathostemma, och familjen kirimojaväxter. Inga underarter finns listade i Catalogue of Life.